# Baie du Cap Lopez
Die Baie du Cap Lopez (englisch Cape Lopez Bay) ist eine Bucht in der Provinz Ogooué-Maritime im äußersten Westen Gabuns am Atlantik.
Die Bucht liegt nahe des äußerst westlichen Punkts Gabuns, dem Cap Lopez, und ist Teil der Bucht von Biafra, seit 1970 Bucht von Bonny, und des Golfs von Guinea.
Die Hauptstadt der Provinz, Port-Gentil, liegt am Westufer der Bucht.

## Geographie
Die Bucht ist ca. 25 Kilometer breit und reicht ca. 20 Kilometer weit in das Landesinnere, das durch das Delta des Ogooué, des wichtigsten Flusses des Landes, geprägt ist. Ein Seitenarm des Ogooué mündet in die Bucht, die nur ca. 80 km südlich des Äquators liegt.
Grundsätzlich bildet die Bucht ein breites, etwa trichterförmiges Mündungsgebiet für den Ogooué-Seitenarm und weitere Flüsse. Sie ist weiterhin von einigen gezeitenabhängigen Buchten und einigen Inseln und Sandbänken geprägt.